# انسحاب من الأمم المتحدة
لا ينص ميثاق الأمم المتحدة على انسحاب الدول الأعضاء من الأمم المتحدة. وفقًا لمكتب الإعلام الحكومي لجمهورية الصين (تايوان):
لم يقدم ميثاق الأمم المتحدة عمدًا إمكانية انسحاب الحكومات الأعضاء، وذلك لمنع التهديد بالانسحاب من أن يُستخدم كشكل من أشكال الابتزاز السياسي، أو للتهرب من الالتزامات بموجب الميثاق. كان انسحاب اليابان من تحالف الأمم في مارس 1933 (للإشارة إلى رفض إدانة التحالف لغزو اليابان للصين) في أذهان واضعي الميثاق. (انسحبت القوتان الكبيرتين في المحور، ألمانيا وإيطاليا، أيضًا من التحالف). شكك البعض فيما إذا كان يجوز حتى للأعضاء الانسحاب من الأمم المتحدة. والمثال الآخر الوحيد لمحاولة الانسحاب، من قبل إندونيسيا في 1965، يميل بالفعل إلى إظهار أنّ الانسحاب، على المدى القصير على الأقل، ليس له أي قوة أو تأثير.
تحتفظ تايوان بهذا الرأي ضد حقيقة إزالتها من الأمم المتحدة لإفساح المجال أمام شعب جمهورية الصين. (انظر الصين والأمم المتحدة).
ومع ذلك، بموجب القانون الدولي العرفي، هناك مبدأ ريبوس ستانتيباس، أو «الأشياء التي تقف هكذا». بموجب هذا المبدأ، لا يجوز لأي دولة الانسحاب من معاهدة لا تتضمن أحكام الانسحاب إلا إذا كان هناك تغيير كبير غير متوقع في الظروف، مثل عندما يصبح موضوع المعاهدة متنازعًا فيه أو عندما يُرتكب اختراق مادي من قبل طرف ما من المعاهدة. فُسّر مبدأ ريبوس سيك ستانتيباس بدقة (على الرغم من عدم الإشارة إليه بالاسم) في المادتين 61 و62 من اتفاقية فيينا لقانون المعاهدات. لذلك، بموجب القانون الدولي العرفي أو اتفاقية فيينا، من غير المحتمل أن تنسحب الدولة من جانب واحد من الأمم المتحدة ما لم يحدث بعض التغيير الجوهري.

## الانسحاب الإندونيسي
كانت إندونيسيا أول عضو يحاول الانسحاب من الأمم المتحدة. في يوم رأس السنة عام 1965، أعلنت إندونيسيا بسبب مواجهتها المستمرة مع ماليزيا، أنها ستنسحب من الأمم المتحدة في حال شغلت ماليزيا مقعدًا في مجلس الأمن. بعد ثلاثة أسابيع، أكدت إندونيسيا رسميًا انسحابها في رسالةٍ موجهة إلى الأمين العام والذي لاحظ القرار ببساطة وأعرب عن أمله في أن «تستأنف إندونيسيا قريبًا تعاونها الكامل» مع المنظمة. بعد انقلاب في وقت لاحق من ذلك العام، أرسلت إندونيسيا برقية إلى الأمين العام قائلة إن البلاد «ستستأنف التعاون الكامل مع الأمم المتحدة و[...] المشاركة في أنشطتها». وفي إشارة إلى البرقية كدليل على أن إندونيسيا ترى أن غيابها عن الأمم المتحدة هو «وقفٌ للتعاون» وليس انسحابًا حقيقيًا، أوصى رئيس الجمعية العامة باتخاذ الإجراء الإداري لإعادة إندونيسيا بأقل قدر من الضجّة حول ذلك. لم تثر أي اعتراضات، واستأنفت إندونيسيا على الفور مكانها في الجمعية العامة. وبالتالي، حُلّت المسائل التي أثارتها حالة الانسحاب الأولى من الأمم المتحدة من خلال التعامل معها كما لو أنها لم تكن انسحابًا على الإطلاق.

## الانسحاب الأمريكي المقترح
دعمت بعض المنظمات في الولايات المتحدة انسحاب الولايات المتحدة من الأمم المتحدة، بما في ذلك جمعية جون بيرش وحزب الدستور.
قُدّمت مشاريع قوانين لإنهاء عضوية الولايات المتحدة في الأمم المتحدة في مجلس النواب بالولايات المتحدة، على سبيل المثال قانون استعادة السيادة الأمريكية لعام 2009 (إتش آر 1146 في 24 فبراير 2009 من قبل الجمهوري رون بول) وقانون استعادة السيادة الأمريكية لعام 2017 (إتش آر 193، قُدّم في 3 يناير 2017 من قبل الجمهوري مايك روجرز). فشلت هذه التدابير في الحصول على الموافقة، وكان ذلك بفارق كبير في الأصوات.

## الانسحاب الفلبيني المقترح
في مؤتمر صحفي عُقد في أغسطس 2016، هدد رئيس الفلبين، رودريغو دوترت -الغاضب من انتقادات الأمم المتحدة بشأن القتل خارج نطاق القضاء في حرب المخدرات الفلبينية- بسحب الفلبين من الأمم المتحدة. وقال دوترت مخاطبًا مفوض الأمم المتحدة السامي لحقوق الإنسان، زيد رعد الحسين: «ربما سيتعين علينا فقط أن نقرر الانفصال عن الأمم المتحدة. إذا كُنتَ مهينًا هكذا، فعلينا فقط المغادرة». صرح دوترتي أيضًا: «سأحرق الأمم المتحدة إن أردت. سأحرقها إذا ذهبتُ إلى أمريكا».
بعد عاصفة من الدعاية الدولية، قال دوترت في اليوم التالي إن تصريحه حول الانسحاب من الأمم المتحدة كان «مزحة» أثناء انتقاده للأمم المتحدة. صرّح وزير الشؤون الخارجية الفلبيني بيرفكتو ياساي جاي. آر: «نحن ملتزمون بالأمم المتحدة رغم إحباطاتنا العديدة من هذه الوكالة الدولية».